# Lingua bajan
La lingua bajan o bajan è una lingua creola basata sull'inglese parlata a Barbados.

## Distribuzione geografica
Secondo Ethnologue, la lingua bajan contava 256.000 locutori nel 1999 stanziati nell'isola di Barbados e nel 2018 sono aumentati a 260.000.
Sull'isola, gli abitanti del posto parlano inglese standard in situazioni formali (radio, tv, lingua ufficiale e commerciale), mentre il creolo è riservato ai contesti meno formali. Anche se gli abitanti dell'isola possono considerare l'inglese come una lingua materna, la maggior dei parlanti isolani sceglie di usare il bajan quando si trova in una conversazione molto spontanea.
Oggi vi sono piccole comunità di lingua bajan in Canada, in particolare a Toronto, e nel Regno Unito, in particolare a Liverpool.

## Storia
In gran parte basato sull'inglese, con l'aggiunta di elementi africani (portati dagli antichi schiavi dell'Africa occidentale). Alcune espressioni idiomatiche derivano dal patois e dalla lingua twi.
Rispetto ai creoli usati nelle isole vicine, il bajan prevede pochi elementi basati sullo scozzese e sull'irlandese.
Come accennato, la nascita di questo idioma è legata alla tratta degli schiavi, che obbligati a parlare inglese, hanno mantenuto parte delle strutture delle loro lingue native. Col tempo, gli sviluppi di questo idioma hanno portato alla formazione di un codice che veniva usato dagli schiavi senza che i padroni potessero capirlo sempre.
La parola Bajan non è altro che lo sviluppo fonologico del termine Barbadian: in seguito ai mutamenti fonologici, la parola si è contratta.
Ai tempi della dominazione britannica, il termine aveva anche una connotazione negativa e indicava una persona del posto soprattutto se veniva considerata come ignorante. Con il tempo, il connotato è sparito ed il suo uso è stato esteso a tutti i contesti. Oggi il termine è di uso comune e viene alternato a quello di Barbadian.

## Fonologia
Questo idioma presenta diverse caratteristiche della pronuncia dei dialetti inglesi del gruppo scouse come quello di Liverpool. A differenza di altri creoli dei Caraibi, l'accento delle parole non è rotico; si registra inoltre una forte tendenza a pronunciare la /t/ finale con il cosiddetto colpo di glottide [ʔ]: questo vuol dire ad esempio che la pronuncia della parola inglese start, [stɑːɹʔ], è in opposizione chiarissima rispetto alla pronuncia in uso su altre isole, più vicina all'inglese standard [staːt].

## Grammatica
La sintassi del Bajan si basa sia su elementi delle lingue africane occidentali che sull'inglese. Le strutture grammaticali di questo creolo sono molto semplici rispetto a quelle di altri creoli caraibici, con vari elementi comuni al creolo giamaicano.

## Esempi
Si ricordano alcuni esempi:
- Inglese: The girls (le ragazze)
- Bajan: De girls/Dem girls
- Inglese: There are a lot of men here (Ci sono molti uomini qui)
- Bajan: Duh got bare men in hay/real men inside hay boy/nuff men in de place/In hay is a malebox ya

### A
- above - girare a destra
- afta - dopo
- add-in - aggiungi un po' di quello
- again - ora, adesso
- all de talk - in ogni caso
- all-two - entrambi
- all-two a wunna - entrambe le persone del gruppo
- all-a-wanna - tutto il gruppo
- ass - un insulto, riferito al sedere o all'asino
- at'all / at'tall - niente da fare.

### B
- badbehave - essere maleducati
- badfeels - qualsiasi sentimento di debolezza
- bad-bad-bad-bad-bad-bad-bad - davvero tanto (ad es. Look, da other team get beat bad-bad-bad-bad-bad-bad-bad)
- back-back - andare all'indietro
- bachannal - rumore o suono fastidioso, o disturbo, festa rumorosa
- backoo - (Folklore) - un essere mistico basso metà uomo metà cavallo, che pare porti sfortuna se dato a qualcuno (dalla comunità delle Indie orientali)
- backchat / backtalk - risposte irrispettose (di solito di un bambino nei confronti di un genitore)
- balampalampam - sedere molto grande
- bariffle - tantissimo (ad es. Dah's a barihf'l a homwuhk: Ci sono tantissimi compiti)
- bassa-bassa - una lotta o tumulto
- bashi - essere affascinanti
- bashment - essere affascinanti / una festa
- bawl-like-a-cow - piangere, gridare in cerca di aiuto
- bawl-out - maledire qualcuno
- bazodee - (finto) pazzo.
- below - a sinistra di... (ad es. The house below there)
- bare - molti...
- behind God's back - un luogo rurale sperduto nelle campagne
- big-up - complimenti, premi, titoli (di cortesia)
- big-rock - una pietra, della giusta dimensione e peso per lanciarla contro qualcuno, o per elevarsi o impressionare qualcuno (ad es. Dat show was nuff big-rock)
- Bim - soprannome di Barbados (abbreviazione di Bimshire). Era anche una bibita storicamente prodotta a Barbados
- blaklead - una matita
- blasted - dannazione
- blista - insultare
- blistabline - insultare (ad es. She get blistabline in cus)
- block wid - confrontarsi audacemente con (ad es. Don mek mi gah block wid yuh
- body / bozzi - una persona / la completa sostanza dell'essere (Boah-zie) (ad es. Not me bozzi)
- boar tru - spingere attraverso (Bore through)
- bonie - corpo molto snello (Boan-ny)
- bossman - un amico ammirato / un saluto (Hey buddy)
- boun - essere costipati
- boxy / botsi - le natiche
- but - essere respinti o andare a sbattere contro qualcosa, o colpire qualcuno con la testa. (ad es. A head-but)
- brass - trombe ed altri corni in una canzone
- bration - un appuntamento
- breeze - rilassarsi o essere a proprio agio (I gine up hey n breeze lil bit; Dah test was ah breeze)
- breed-off - rimanere incinta
- brekfives - stringere le mani
- brek-up - cadere o sentirsi veramente stanchi dopo una festa o uno sforzo (Man, I did feel brek-up afta da football match)
- broughtupsy - buona educazione, buone maniere o classe
- bruggadown / brugga-lax / brax-lax - il suono di una caduta, o di qualcosa che colpisce qualcos'altro duramente
- bubbi - un seno
- bubble up de gap - guidare sulla strada
- bubble a pot - cucinare cibo buono
- buckra - un bianco [termine di origine africana, mbakara]
- buckra-johnny - un bianco povero
- bumpa / bumsi - le natiche
- buttupon - incontrare per caso
- bull - avere (per un uomo) un rapporto sessuale con un altro uomo
- bulla - il nome più offensivo per un omosessuale maschio
- bullaman - un uomo omosessuale
- burst - fare troppo, o colpire duramente, o essere troppo pieno (De party was real burst).
- buy-ice, and fry it - uno spreco di soldi